# Новий Ор'єбаш
Новий Ор'єба́ш (рос. Новый Орьебаш, башк. Яңы Уръябаш) — присілок у складі Калтасинського району Башкортостану, Росія. Входить до складу Тюльдинської сільської ради.
Населення — 126 осіб (2010; 141 у 2002).
Національний склад:
- марійці — 99 %